# Druim a’ Chuirn
Das Souterrain von Druim a’ Chuirn, in Killarrow and Kilmeny, auf Islay, in Argyll and Bute in Schottland wurde 2007 entdeckt, als ein Hirte durch ein Loch im Boden ein Lamm verlor. Bei Souterrains wird zwischen „earth-cut“, „rock-cut“, „mixed“, „stone built“ und „wooden“ Souterrains unterschieden.
Der zugängliche Bereich des „stone built“ Souterrain Druim a’ Chuirn wurde beschrieben und das durch einen abgesackten Deckstein entstandene Loch mit einem Durchmesser von etwa 0,5 m wieder verschlossen.

## Beschreibung
Neben dem Loch lagen, seitlich angrenzend, Stürze, die soweit erkennbar von aufrechten Platten getragen wurden und einen Ost-West orientierten Gang von 0,85 bis 0,95 m Breite bildeten, der sanft nach Süden abfiel. Die Erdfüllung des Ganges beließ unterhalb der Stürze nur 0,5 m oder weniger freien Raum. Viele Platten und Stürze schienen aus lokalen Kalkstein zu bestehen. Es schien, dass sich das Souterrain in westlicher Richtung nur wenig ausdehnte. In östlicher Richtung war es über 2,0 m weit wahrnehmbar.
Die Ränder am Loch zeigten, dass die Stürze unter dem Mutterboden von einer 0,12 bis 0,25 m dicken Schicht aus rötlich-braunem Schluff bedeckt waren, was eventuell die Abdichtung durch die Erbauer darstellt. Da die Ausdehnung der Schlufflage einen Hinweis auf die Länge des Souterrains geben konnte, wurden im Oberboden Probegruben gelegt, die darauf hindeuteten, dass das Souterrain etwa 6,0 m lang ist. Sein Westende befindet sich im Eingang eines nur in Bodenhöhe erhaltenen Hüttenkreises, während das Ostende innerhalb der Hütte liegt, die einen Gesamtdurchmesser von etwa 13,4 m hat. Ihre Außenmauer wird durch den mit Rasen bedeckten, niedrigen Wall angezeigt.
Die Hütte ist eine von sechs Behausungen, die vermutlich nicht gleichzeitig bestanden. Die anderen fünf bestehen aus zwei weiteren Hüttenkreisen von 11,0 bzw. 12,5 m Durchmesser und drei rechteckigen Rasen- und Steinstrukturen von 12,2 × 8,1 m; 9,4 × 7,7 m und 6,9 × 4,4 m. Letztere mit gegenüberliegenden Eingängen. Die Gebäude liegen am Ende eines Kalksteinhanges, an dessen Rand sich, umgeben von Abraumhalden, ein altes Bleibergwerk befindet. In den Monaten vor der Untersuchung wurden im Bereich der Hütten Schweine gehalten. Sie hatten die Oberflächen der Gebäudewände zertrampelt und dabei fünf kleine Scherben handgemachter Keramik und ein paar Schlackenstücke freigelegt. Auch ein kalzinierter Feuersteinkratzer wurde aus dem Abraum geborgen. Die Funde wurden im Museum of Islay Life in Port Charlotte hinterlegt
Am Fuße des Hanges, liegt ein 0,44 m hoher, als „Taufstein“ bezeichneter 0,69 × 0,64 m messender Stein aus blass grünlichem Metabasit mit blassen Phänokristallen. Auf der Oberseite sind zwei Schälchen eingearbeitet, eines mit 0,26 m Durchmesser, das andere, von dem ein Teil fehlt, hat 0,36 m Durchmesser.